# Police Truck
"Police Truck" é uma canção da banda americana de punk rock Dead Kennedys. Foi originalmente lançado em maio de 1980 como o lado B do single "Holiday in Cambodia" e posteriormente lançado em junho de 1987 como a faixa de abertura do álbum de compilação da banda Give Me Convenience or Give Me Death.
A música é um ataque satírico às ações de dois policiais e tem uma visão em primeira pessoa das próprias autoridades.  Foi inspirado por um incidente ocorrido em Oakland no final dos anos 1970. Também funciona de forma mais geral como um ataque à corrupção policial daquele período.
"Police Truck" foi uma das primeiras canções populares dos Kennedys. A música é construída em torno de uma batida de surf rock (semelhante às ouvidas nos primeiros singles instrumentais de surf, como "Pipeline" dos Chantays), e destacada pelos ecos da guitarra de East Bay Ray e o refrão descendente "ride, ride, how we ride." Esta assim como muitas das canções da banda, serve como um exemplo da habilidade dos Dead Kennedys de retratar um cenário perturbador por meio de letras bem-humoradas.

## Na Cultura Popular
A música apareceu na trilha sonora do popular videogame de skate Tony Hawk's Pro Skater, após ser licenciada. Esse licenciamento causou críticas de muitos fãs do Dead Kennedys, que o usaram para afirmar que East Bay Ray, Klaus Flouride e DH Peligro não estão mais comprometidos com as crenças anticorporativas da banda, ao contrário de Jello Biafra; no entanto, Alternative Tentacles deu aprovação para que a música aparecesse no jogo. Biafra nega que isso tenha acontecido. A música aparece como um cover no jogo Guitar Hero Encore: Rocks The 80s com letras alteradas. Esta música também está disponível junto com "California Über Alles" e "Holiday In Cambodia" para a série de videogames Rock Band como conteúdo para download.
A música aparece no filme de 2020 The Babysitter: Killer Queen.
Em 2021, a banda Punk Rock Karaoke e o ator Wil Wheaton fizeram um cover da faixa.
Em 2022, a banda de thrash metal Megadeth fez um cover da música em seu álbum The Sick, the Dying... and the Dead!